# Adélaïde du Guesclin

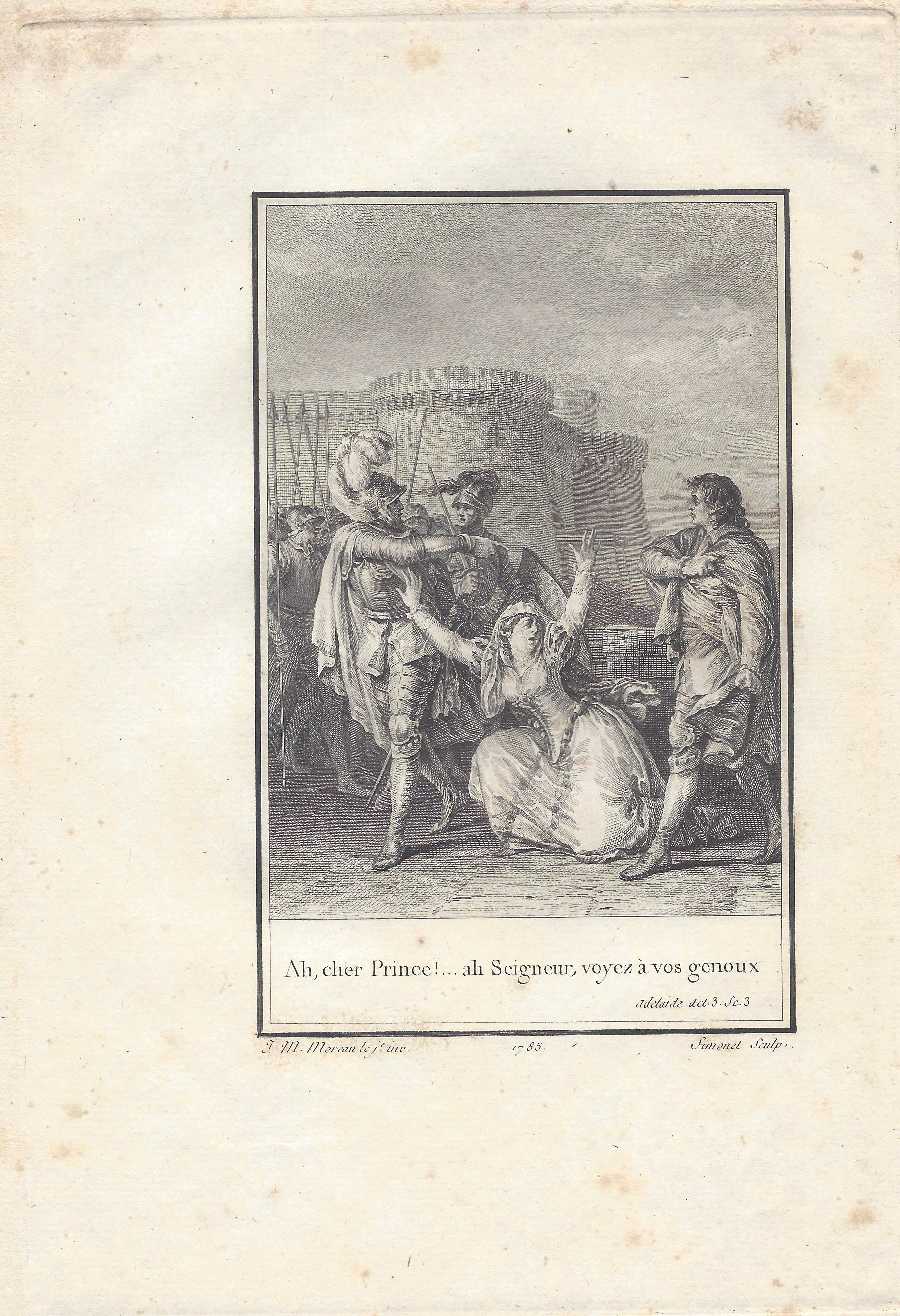
Jean-Michel Moreau: Illustration zur Adélaïde du Guesclin von Jean-Michel Moreau, 1785

Adélaïde du Guesclin ist eine Tragödie in fünf Aufzügen und in Versen von Voltaire von 1734, die erst bei der Wiederaufnahme nach 31 Jahren zum Erfolg geriet.

## Handlung
Die Handlung spielt im von den Engländern besetzten und von den Franzosen belagerten Lille. Nemours, Anhänger des Dauphin von Frankreich, und der der Duc de Vendôme, verbündet mit den Engländern, sind verfeindete Brüder. Der Duc de Vendôme, Herrscher von Lille, hofft auf den französischen Thron. Er will Adélaïde du Guesclin heiraten. Adélaïde liebt jedoch den Duc de Nemours und steht zu Frankreich. Als Nemours, der die Belagerer befehligt, nach einem Gefecht verwundet in Gefangenschaft der Engländer gerät, will der eifersüchtige Vendôme seinen Bruder und Rivalen von seinem Gefolgsmann Coucy, der ebenfalls Adélaïde liebt, töten lassen. Um sicher zu gehen, erhält auch ein Offizier den Auftrag zur Tötung. Der treue Coucy kann den Offizier töten und bringt Nemours und Adélaïde vor den reuigen Vendôme. Nach der Versöhnung heiratet Nemours Adélaïde und Vendôme unterwirft sich dem Dauphin.

## Literarische Vorlage und biografische Bezüge
Mit der Adélaïde du Guesclin brachte Voltaire erstmals einen Stoff aus der französischen Geschichte auf die Bühne, den er der L’histoire de Bretagne von Gui Alexis Lobineau entnommen hatte. Voltaire konnte den Misserfolg nicht verwinden und verfasste in Berlin 1751–1752, drei weitere Fassungen des Stückes mit veränderten Handlungsorten und umbenannten Rollen: Amélie ou le Duc de Foix, Le Duc d’Alençon ou les Frères ennemis und Alamire.

## Aufführungen und zeitgenössische Rezeption
Die Tragödie wurde am 18. Januar 1734 in der Comédie-Française uraufgeführt, wurde aber bei geringem Interesse nach nur elf Aufführungen vom Spielplan abgesetzt. Dagegen geriet die von Lekain betriebene Wiederaufführung der Adélaïde du Guesclin am 9. September 1765 zu einem außerordentlichen Erfolg.

## Drucklegung
Voltaire ließ 1734 das  Manuskript ungedruckt. Lekain veranlasste 1765 einen Druck bei der Witwe Dûchesne, dem zahlreiche Nachdrucke im gleichen Jahr folgten.

## Erste Ausgaben
- Adélaïde du Guesclin, tragédie représentée pour la première fois le 18 janvier 1734 et remise au théâtre le 9 septembte 1765. Donné au public par M. Lekain, comédien ordinaire du Roi, Veuve Duchesne, Paris, 1765, 8°, (VI), 72 S.
- Adélaïde du Guesclin, tragédie représentée pour la première fois le 18 janvier 1734 et remise au théâtre le 9 septembte 1765. Donné au public par M. Lekain, comédien ordinaire du Roi, Veuve Duchesne, Paris, 1765, 8°, 80 S.
- Adélaïde du Guesclin, tragédie représentée pour la première fois le 18 janvier 1734 et remise au théâtre le 9 septembte 1765. Donné au public par M. Lekain, comédien ordinaire du Roi, Veuve Duchesne, Paris, 1765, 8°, 60 S.
- Adélaïde du Guesclin, tragédie représentée pour la première fois le 18 janvier 1734 et remise au théâtre le 9 septembte 1765. Donné au public par M. Lekain, comédien ordinaire du Roi. Nouvelle édition à laquelle on a joint deux lettres de l'auteur., Veuve Duchesne, Paris, 1766, 8°, (VI), 72, (IV) S.